# 亞歷山大石棺

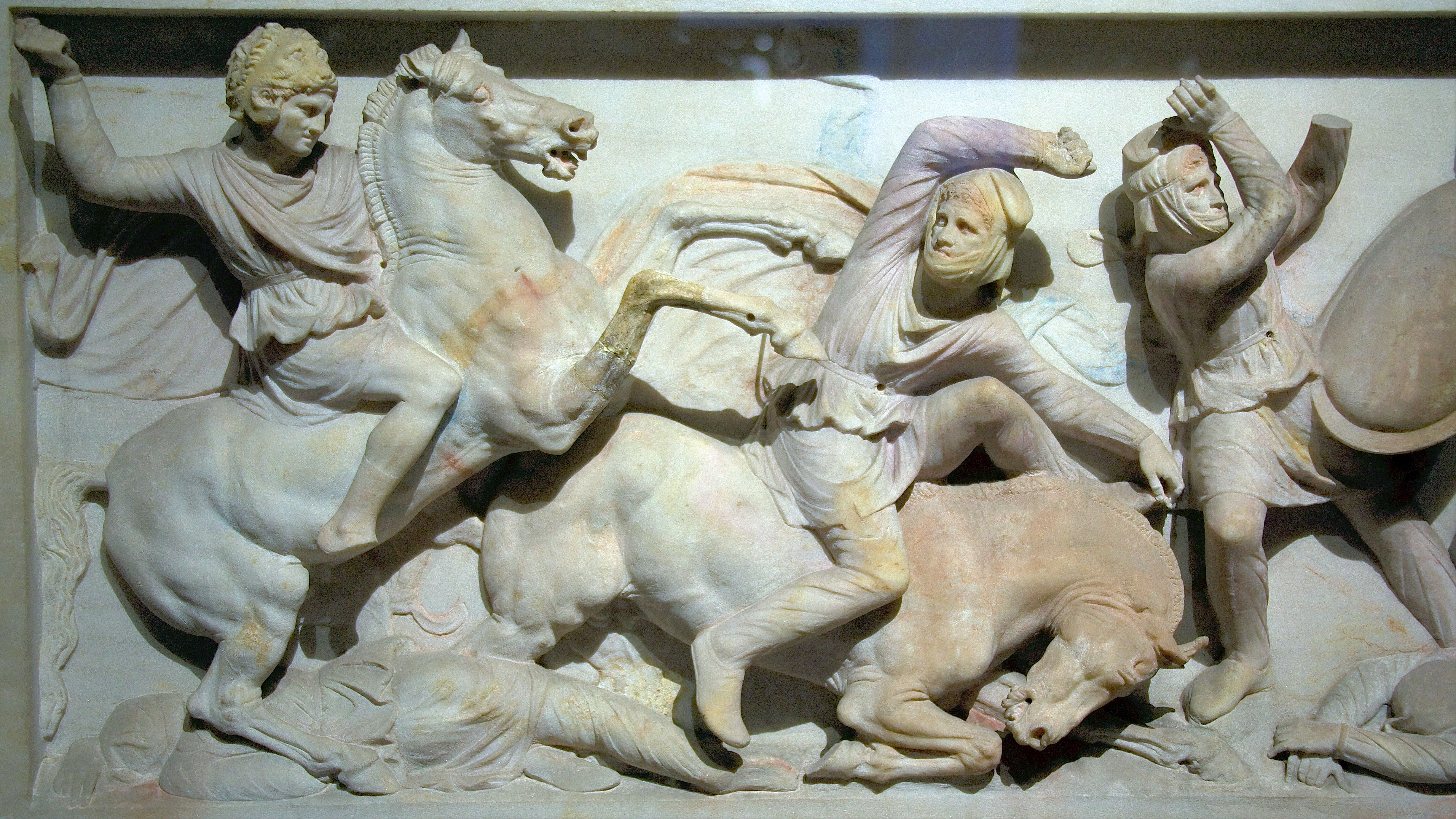
亞歷山大石棺上長側邊的浮雕，雕著亞歷山大擊敗並追擊波斯人的場景

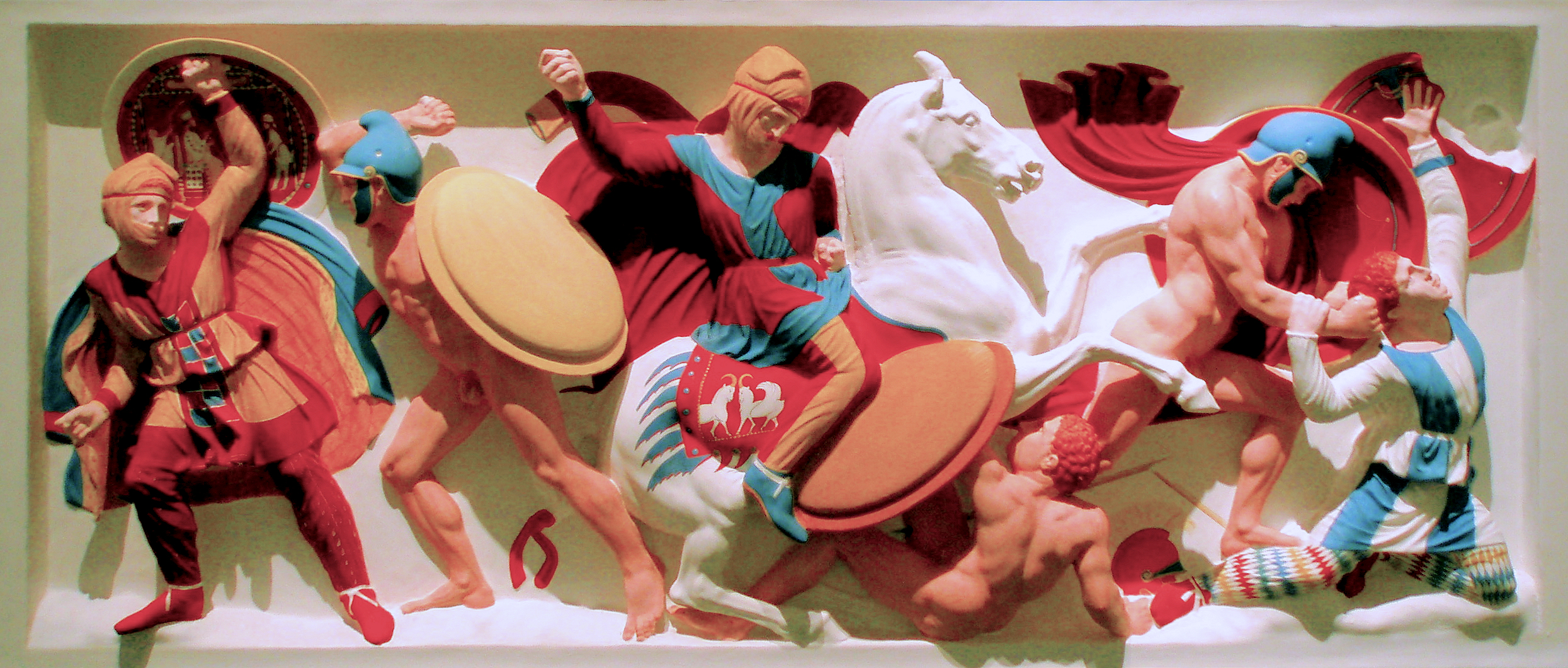
亞歷山大石棺上短側邊的浮雕之彩繪復原

亞歷山大石棺，是前四世紀希臘化時代的石棺，出土於黎巴嫩西頓古代地下墓園。因為曾經被認為屬於亞歷山大大帝而被人們稱之為「亞歷山大石棺」，但現今已認為不屬於他的。亞歷山大石棺上用淺浮雕雕塑著狩獵神話和亞歷山大大帝的歷史事蹟等場景，該石棺被認為保存得非常完好，是保存良好彩繪藝術品的典範之一。現今保存於伊斯坦堡考古博物館，是該館最著名的藏品之一。

## 歷史
綜合許多學者的說法，對於亞歷山大石棺的生產地點和大概的製造時代沒有爭議，它確實於西頓這座城市製造並在前332年以後差不多開始使用，但有爭議的是不確定建造者是誰。在主流的阿布達羅尼穆斯建造假說中，若了解西頓國王阿布達羅尼穆斯與相關統治時間，可能有助於確認創建此石棺準確的時間。我們知道阿布達羅尼穆斯在前333年至332年被亞歷山大大帝任命為西頓國王，並大約在前311年以後去世，雖然準確的時間不是太確定。考古學者卡爾·施福爾德認為石棺上的雕塑風格仍保留古典希臘時期的風格，尚未受到留西波斯的風格影響，證明石棺它應是在阿布達羅尼穆斯死前製作的。學者施福爾德進一步認為石棺在表現組成和構圖上使用了更保守的方法，這與留西波斯的作品所代表的新式革新風格形成鮮明對比，並認為阿布達羅尼穆斯的陵墓早在他死前就早已開始建造。然而，對於阿布達羅尼穆斯的確實逝世時間，我們只知道的一個模糊大概。

### 發現
關於石棺出資者是誰是個學術爭論議題，石棺出土地點也可以為各個論點提供支持的證據。石棺的發現於1887年，由奧斯曼·哈姆迪貝伊和雅文·沃斯肯在西頓附近阿亞（Ayaa）古墓挖掘中發現，共發掘出兩組各一對的石棺，而亞歷山大石棺就是四個大型雕塑石棺之一。亞歷山大石棺是在一個地下陵墓中發現的，該陵墓分為兩個地下墓室（Hypogeum），一個地下神殿或地下陵墓都由多個房間組成，而這個地下陵墓很可能是個王室陵墓。

## 學術爭論

### 出資建造者
在早期的研究分析中，儘管人們普遍認為這不是亞歷山大大帝本人實際的石棺，但對誰是石棺的出資建造者，學術界一直存在很大的爭論。它最初被認為是阿布達羅尼穆斯的石棺，他是亞歷山大在前333年伊蘇斯戰役之後立即任命的腓尼基西頓國王，大約在前311年以後過世。學者安德魯·史都華（Andrew Stewart）認為亞歷山大石棺的建造者是阿布達羅尼穆斯的主要考量之一，是因為當時近東一帶國王們出於“死後名譽”的考慮，經常在他們死前就開始建造陵墓。

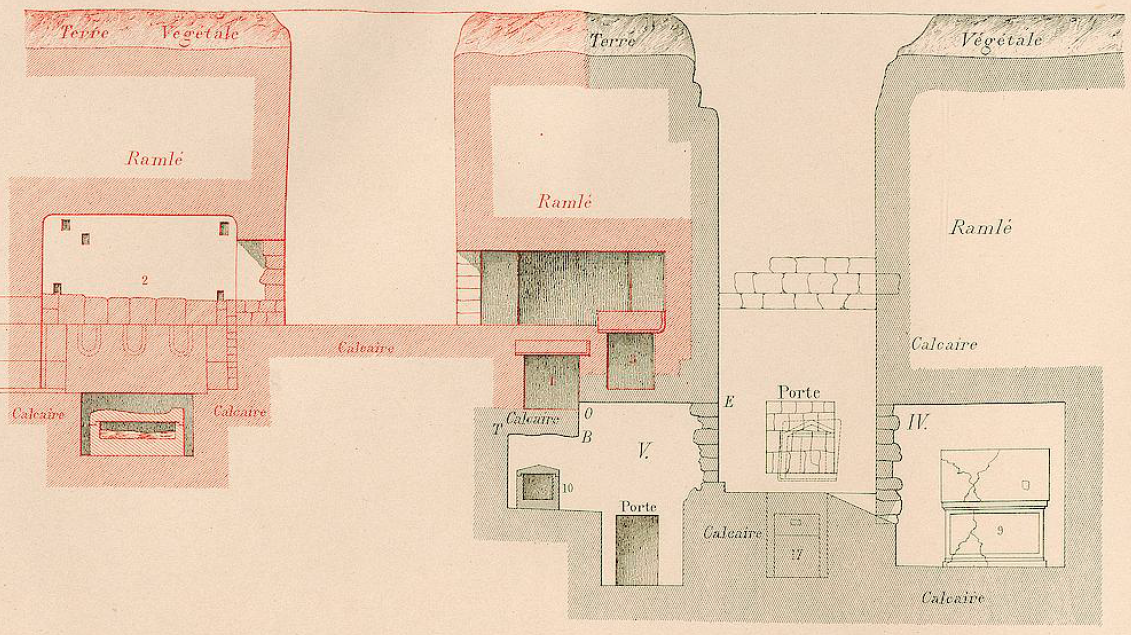
阿亞古墓的側面圖，亞歷山大石棺位於中央底部

在早期，阿布達羅尼穆斯建造說是一個普遍支持的主流論點，該論點一直得到許多學者的支持，但在後來也受到一些學者的質疑，如現代研究亞歷山大大帝的知名學者瓦德瑪·希克爾就認為石棺的建造者應該是波斯貴族兼巴比倫總督馬扎亞斯。為了闡揚這一說法，學者赫克爾認為西頓國王阿布達羅尼穆斯身為親馬其頓陣營，石棺上不可能有如此多的波斯人物和肖像雕塑，赫克爾進一步強調從石棺上的人物衣著、面部表情和中心人物的活躍性，從歷史角度來看更像是波斯貴族而不是腓尼基貴族。因此赫克爾認為從人物的相關性和肖像學來說，這個石棺更像是為波斯貴族打造，他推測其中這一側的雕飾是描繪前331年高加米拉戰役場景，來強調馬扎亞斯在指揮波斯軍隊時的優秀軍事能力。

### 文化歸屬
關於石棺的歷史，另一個廣受的爭議是石棺由哪一個古代地中海文化來主導創作它。根據學者卡爾·施福爾德推測，石棺是經六位愛奧尼亞雕塑家之手，以阿提卡典型的風格完成。學者安德魯·史都華依循施福爾德的脈絡，認為這是阿提卡雕塑家整合不同風格元素所造。然而，根據考古學者瑪格麗特·C·米勒的意見，石棺可能是一間來自羅德島的工作室，他們在西頓本地製造出來的。又因為西頓是腓尼基城邦，因此還有其他學者如Caroline Houser等認為石棺的藝術風格應該是本地腓尼基式的。曾經學術界對於大部分的雕塑的風格是否屬於古希臘風格一事進行爭論，但回顧古希臘人當時對這座近東城市的佔領，以及當時希臘風格藝術中常見的跨文化影響，使得石棺本身就存在不同文化的屬性。例如在石棺棺頂角落所發現的獅子就具有亞洲特色，還有一些神話中的生物如「有三個公羊角的貓頭」等，這些動物群對當時的希臘世界來說相當陌生。

## 含意
亞歷山大石棺的屋頂是由兩個大塊大理石做成，屋脊上以女人頭像與鷹交錯著排列立著，這女人頭像可能是阿塔伽提斯女神。在石棺每一側的簷壁飾帶和石棺兩側三角楣飾都有不同的雕塑裝飾，每一個雕塑主題都對石棺本身的整體涵義產生不同的說法，由於復雜的風格和主題也使得各種說法都有所不同。一些學者認為這些雕塑涵義與阿布達羅尼穆斯的生平有關，並認為雕塑的主題是講述從前333/332年伊蘇斯戰役時期到前306/305年左右為止的大事。然而學者安德魯·史都華認為石棺根本沒有提供整體統一的進程或明顯連貫的信息，因為每個浮雕中的場景相互矛盾，圖像又混合了西方和東方的風格。值得注意的是，一長側邊飾帶和一短側邊飾帶的雕塑共同組成一個主題，兩個長+短的組合分別展現戰鬥和狩獵的主題。
根據主流的阿布達羅尼穆斯建造者說，石棺長邊的浮雕可能是雕塑亞歷山大大帝在伊蘇斯戰役中與波斯人戰鬥的場景。學者Volkmar von Graeve將該場景與那不勒斯著名的亞歷山大馬賽克進行了對比後，認為兩者從圖像學來說都有一個共同參考來源，即埃雷特里亞的菲洛克斯諾斯一幅有關伊蘇斯戰役且已經失傳的的名畫。亞歷山大馬賽克和亞歷山大石棺之間的比較在學術界引起了廣泛關注，他的研究結論也得到了學者安德魯·史都華等其他學者的認同。在石棺上浮雕上刻著亞歷山大大帝騎著戰馬，頭戴獅皮頭飾，正手持長矛準備向波斯騎兵刺擊。此外在狩獵和戰鬥的主題中，對於其他顯眼的人物是否是歷史人物仍有學術爭議，如像Graeve這樣的歷史學者傾向認為他們是真實歷史人物的準確雕塑，如一些學者相信在中心位置附近的第二位馬其頓騎手就是亞歷山大大帝最親密的好友赫費斯提翁，第三位馬其頓騎手則是經常被認為是亞歷山大的將軍佩爾狄卡斯。然而相反地，其他的學者如施福爾德則把雕塑人物視為戰鬥和王家狩獵中的神話虛構人物。
在另一側的長邊浮雕中，亞歷山大大帝被認為是中間左方的騎手。此側的浮雕主題是馬其頓人與阿布達羅尼穆斯以及波斯人一起狩獵獅子，學者史都華還提出這可能是亞歷山大在332年於西頓舉辦狩獵競賽的場景。同時這雕塑馬其頓人和波斯人合作狩獵的主題也相當獨特，也顯得相當重要，因為對面的浮雕大多被認為是伊蘇斯戰役場景，是馬其頓人擊敗波斯人的象徵。
在一短側邊的浮雕主題是神話般的狩獵獅子場景，其中雕塑了阿布達羅尼穆斯獵殺一頭豹子的情節。對面的短側邊的主題則是戰爭場面，可能是前312年的加薩戰役，如果是這樣的話，上面的三角楣飾浮雕可能就是前320年佩爾狄卡斯被謀殺的情節。據推測，西頓國王阿布達羅尼穆斯最終死於加薩戰役，雖然這沒有足夠的根據來證明它，但假如如此，這一側的三角楣飾浮雕就不是佩爾狄卡斯之死，而可能就是雕塑阿布達羅尼穆斯他最後戰鬥的一幕。另一側的三角楣飾浮雕雕刻著阿布達羅尼穆斯在一場不知哪場戰役的戰鬥情節。

### 彩繪
亞歷山大石棺以彭代利山大理石制作，外觀呈現古希臘神廟的形式，甚至還保留了彩繪的痕跡。在石棺上的古代雕像上發現彩色油漆的痕跡，證明原本雕像是經過彩繪的，且實際上從1887年挖掘石棺時就可以看到這痕跡。石棺上浮雕上的希臘-馬其頓戰士以裸體的姿態戰鬥，這是典型的古希臘風格，而且它們還被上了彩繪，展現出了他們膚色、頭髮顏色、頭盔和盾牌的多彩細節。另一方面，與這些戰士作戰的波斯人則被塗上了明亮、鮮豔的戰甲，這些彩繪還展現他們褲子和裙襬的圖案細節，以及在他們的盾牌上的複雜圖畫。

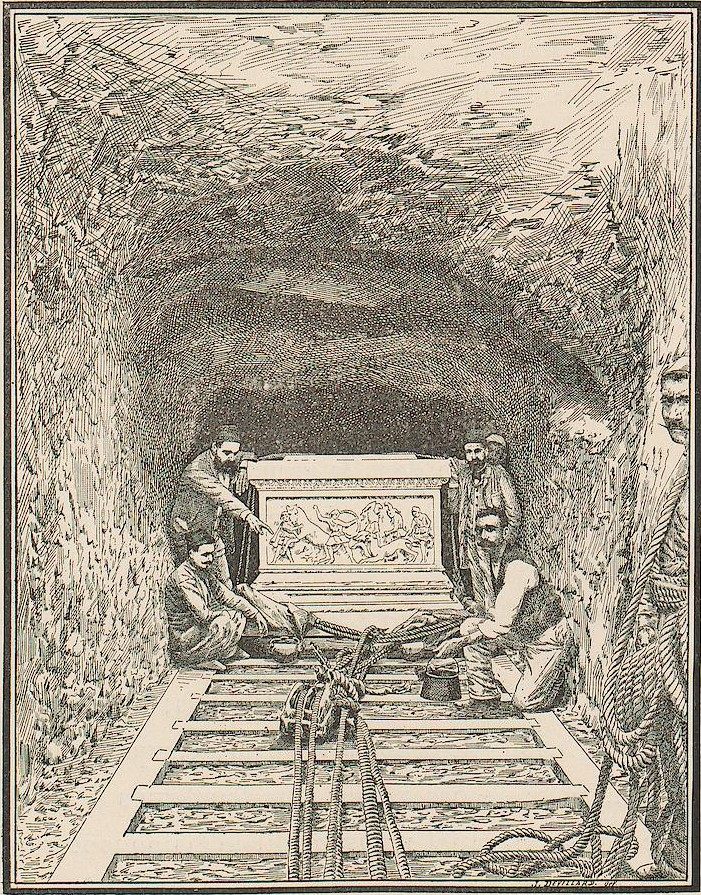
1887年發現亞歷山大石棺的素描
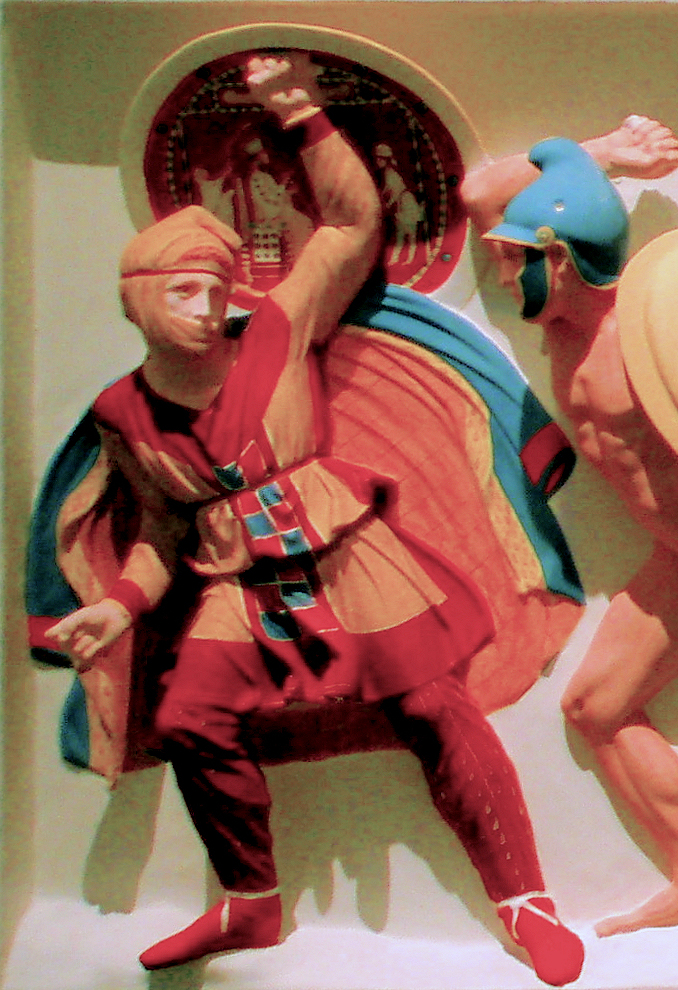
亞歷山大石棺上對波斯步兵浮雕之彩繪復原
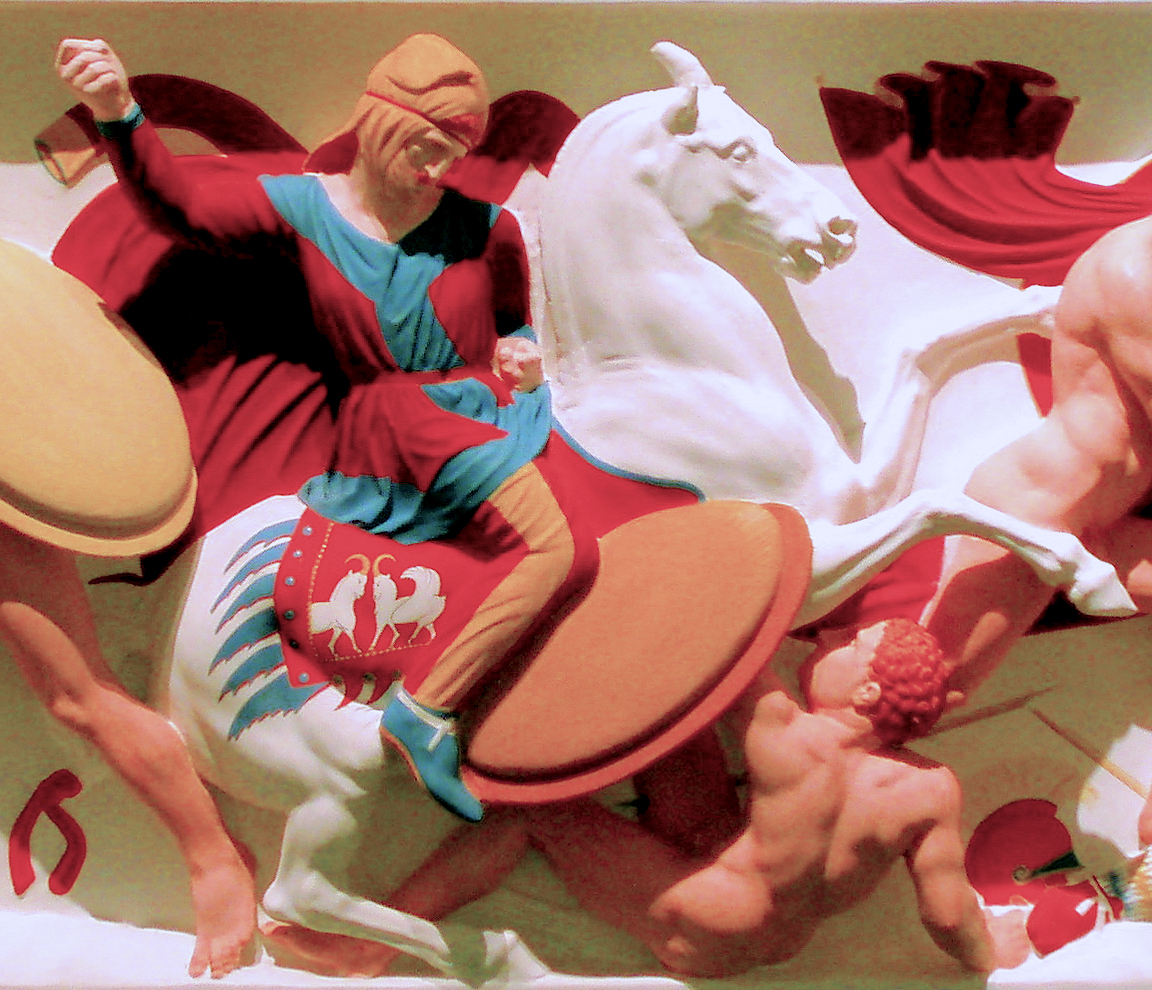
亞歷山大石棺上對波斯騎兵浮雕之彩繪復原

## 註腳
1. ↑  Ancient Greece: From the Archaic Period to the Death of Alexander the Great （页面存档备份，存于）, Britannica Educational Publishing, p.176
2. ↑  . （原始内容存档于2017-07-15）.
3. ↑  .   [2011-01-26]. （原始内容存档于2012-05-24）.
4. 1 2 3 4 5 6 7 8 9  Palagia, Olga. . Oxbow Books, Limited. 1998: 281–289.
5. 1 2 3 4 5 6  Heckel, Waldemar. . Historia: Zeitschrift für Alte Geschichte: 385–396.
6. 1 2 3 4 5  Sismondo Ridgway, Brunilde. . American Journal of Archaeology. 1969, 73: 482.
7. ↑  Studniniczka Achäologische Jahrbook 9 (1894), pp 226ff; F. Winter, 1912.
8. ↑  J. D. Beazley and Bernard Ashmole, (Greek Sculpture and Painting 1932, p. 59, fig. 134)
9. ↑  瑪格麗特·比伯 "The Portraits of Alexander" Greece & Rome, Second Series, 12.2, Alexander the Great [October 1965], pp. 183–188
10. ↑   卡爾·施福爾德 Der Alexander-Sarkophag [Frankfort/Berlin] 1968,  maintain this opinion; Schefold's is the modern monograph from which more recent opinion departs; its many photographs are by Max Seidel.
11. 1 2 3 4 5 6 7 8 9 10 11 12 13 14 15 16 17 18  Stewart, Andrew. . Oxford, England: University of California Press. 1993: 294–298.
12. ↑  Miller, Margaret C. . Cambridge University Press. 2004: 122.
13. 1 2  von Graeve, Volkmar. . Berlin. 1970.
14. ↑  Stewart, Andrew. . Oxford, England: University of California Press. 1993: 43.
15. 1 2  . （原始内容存档于2017-07-15）.